# Olympische Sommerspiele 1984/Teilnehmer (Britische Jungferninseln)
| Gelbes Symbol für Goldmedaillen mit stilisierten Olympischen Ringen | Graues Symbol für Silbermedaillen mit stilisierten Olympischen Ringen | Braundes Symbol für Bronzemedaillen mit stilisierten Olympischen Ringen |
| ------------------------------------------------------------------- | --------------------------------------------------------------------- | ----------------------------------------------------------------------- |
| —                                                                   | —                                                                     | —                                                                       |

Die Britischen Jungferninseln nahmen an den Olympischen Sommerspielen 1984 in Los Angeles, USA, mit einer Delegation von neun Sportlern (allesamt Männer) teil.

## Teilnehmer nach Sportarten

### Leichtathletik
- Guy Hill
100 Meter: Vorläufe
4 × 400 Meter: Vorläufe

- Lindel Hodge
200 Meter: Vorläufe
4 × 400 Meter: Vorläufe

- Dean Greenaway
400 Meter: Vorläufe
4 × 400 Meter: Vorläufe

- Jerry Molyneaux
800 Meter: Vorläufe
4 × 400 Meter: Vorläufe

### Segeln
- Keith Barker
470er: 25. Platz

- Peter Barker
470er: 25. Platz

- Elvet Meyers
Soling: 21. Platz

- Keith Thomas
Soling: 21. Platz

- Robin Tattersall
Soling: 21. Platz